# Socket 479
Socket 479 или mPGA479M (так же mPGA478C) — семейство разъемов различных мобильных процессоров фирмы Intel; также использовался VIA для процессора C7.
Хотя у разъема Socket 479 действительно 479 контактов, процессоры для этого разъема используют только 478 из них (не путать с Socket 478). Обычно под Socket 479 подразумевают разъём под процессор Pentium M. Однако, существовал ряд электрически несовместимых, но физически идентичных версий данного разъема:
| Семейства Процессоров                                                                              | Архитектура | Разъём                       | Примечания                                                |
| -------------------------------------------------------------------------------------------------- | ----------- | ---------------------------- | --------------------------------------------------------- |
| Mobile Celeron Pentium III-M                                                                       | P6          | Socket 479 mPGA478A          | mPGA478A физически такой же, как Socket M                 |
| Pentium 4 Mobile Celeron Mobile Pentium 4-M Mobile Pentium 4                                       | NetBurst    | mPGA478B (socket 478)        | Вставляется, но не работает в сокете 479                  |
| Celeron M 300 series Pentium M                                                                     | Mobile      | Socket 479m PGA478C/mPGA478M | Использовался в материнских платах Celeron M / Pentium M. |
| Core Solo Core Duo Celeron M 400 and 500 series Pentium Dual-Core Mobile Core 2 Duo Mobile         | Mobile Core | Socket MmPGA478MT            | Socket M физически аналогичен сокету mPGA478A.            |
| Celeron M 500 series Mobile Pentium Dual-Core Core 2 Duo Mobile Core 2 Duo Quad Core 2 Duo Extreme | Core        | Socket PmPGA478MN            | Вставляется, но не работает в сокете 479                  |

Существуют специальные материнские платы с адаптерами и соответствующей поддержкой процессора в BIOS, позволяющие использовать Pentium M для Socket 479 в материнских платах с Socket 478, например при помощи комплекта переходника Asus CT-479.
При модернизации ноутбуков наиболее доступный метод определения типа разъёма и соответственно подходящих для замены процессоров без углубления в документацию, является номер серии уже установленного Celeron M.